# ماثيو كونولي
ماثيو كونولي (بالإنجليزية: Matthew Connolly)‏ (24 سبتمبر 1987 المملكة المتحدة - ) هو لاعب كرة قدم بريطاني، يلعب كمدافع.

## وصلات خارجية
ماثيو كونولي على موقع قاعدة بيانات كرة القدم.إي يو (الإنجليزية)
- ماثيو كونولي على موقع Soccerbase.com (لاعب) (الإنجليزية)
- ماثيو كونولي على موقع عالم كرة القدم.نت (الإنجليزية)
- ماثيو كونولي على موقع AS.com (الإسبانية)